# Poosebljenje
Poosébljenje ali poosebítev (s tujko personifikácija) je največkrat z žensko figuro predstavljena ideja, abstraktni pojem, čustvo ... opremljena je z ustreznimi atributi in pogosto tudi z napisom. Videz lika z obraznimi potezami, držo, simboli, kar najbolj nazorno izražajo želen pomen. 
Prvič jo srečamo v grški umetnosti. V času helenizma se namreč vedno bolj pojavlja razumevanje božanstev kot poosebitev idej, moralnih kvalitet ... njihov lik se skrči na najpomembnejši vidik.
V srednjeveških romanih se pogosto pojavljajo kot čustva in razpoloženja, značajske lastnosti ... prestavljene so kot ilustracije. 
V času renesanse izide veliko priročnikov, v katerih so opisi in skice personifikacij. Nekako najbolj znana je Iconologia Cesara Ripa.
V Antiki se že uporablja v govorništvu dobrih govorcev.

## Pogoste personifikacije
- Afrodita - ljubezen
- Apolon - Sonce
- Selena - Luna
- Eklezija - cerkev
- Vroče hrepenenje - paž s plameni na obleki
- Melanholija - grda ženska
- Justicija (Pravičnost) - ženska s tehtnico in mečem
- Intelekt (razum) - mladenič v zlatu s krono iz plamenov
- Upanje - gola mladenka z oljčno vejico
- Revolucija - razglajena ženska v rdečem
- Letni časi - ženske figure z letnim rastlinjem
- Krepost - lepa ženska